# Börrum
Börrum är kyrkbyn i Börrums socken i Söderköpings kommun i Östergötlands län. 
I byn återfinns Börrums kyrka.